# Пальмас-Арбореа
Пальмас-Арбореа (італ. Palmas Arborea, сард. Pramas) — муніципалітет в Італії, у регіоні Сардинія, провінція Ористано.
Пальмас-Арбореа розташований на відстані близько 400 км на південний захід від Рима, 85 км на північний захід від Кальярі, 6 км на схід від Ористано.
Населення — 1491 особа (2014).

## Демографія
Населення за роками:

Станом на 1 січня 2023 року в муніципалітеті офіційно проживало 20 іноземців з 8 країн, серед них 11 громадян країн Євросоюзу.

## Сусідні муніципалітети
- Алес
- Ористано
- Пау
- Санта-Джуста
- Вілла-Верде
- Віллаурбана